# Mandé Sidibé
Pour les articles homonymes, voir Sidibé.
Mandé Sidibé, né à Bafoulabé le 20 janvier 1940 et mort à Neuilly-sur-Seine le 25 août 2009, est un homme d'État et économiste malien. Il est Premier ministre du Mali entre 2000 et 2002.

## Biographie
Après des études au Lycée Terrasson de Fougères à Bamako, Mandé Sidibé poursuit des études en France à Bordeaux où il obtient son baccalauréat et à Paris où il obtient une licence en sciences économiques en 1965. Mandé Sidibé obtient en 1974 un Master of Business Administration (MBA) de l'Université George-Washington aux États-Unis.

### Institutions financières
Après un court passage à la Banque de la république du Mali (BRM), Mandé Sidibé a travaillé au Fonds monétaire international (FMI) de 1967 à 1985, essentiellement au département Afrique, où il a occupé les fonctions d’économiste entre 1967 et 1975, d’économiste principal entre 1977 et 1981 et chef de division entre 1981 et 1985. Il a également été représentant résident du FMI à N'Djaména (Tchad) entre 1975 et 1977.
En 1985, il commence une carrière à  la Banque centrale des États de l'Afrique de l'Ouest (BCEAO) où il est successivement conseiller du gouverneur en 1985 et 1986,  directeur central des relations internationales entre 1986 et 1990, secrétaire général chargé de la politique monétaire de 1990 à 1992 et conseiller spécial du gouverneur de  la BCEAO pour le Mali de 1992 à 1995.
Mandé Sidibé a également travaillé dans le secteur privé. Il est ainsi membre des conseils d'administration de la Fondation pour le renforcement des capacités en Afrique basée à Harare au Zimbabwe, de la Société malienne de financement (SOMAFI) et de Ecobank transnational incorporated (ETI)

### Carrière politique
Après avoir pris sa retraite de la BCEAO, il est nommé en 1996 conseiller spécial auprès du président de la république Alpha Oumar Konaré avant d’être nommé Premier ministre le 20 février 2000. Il est reconduit à ce poste le 23 juin 2001.
Le 18 mars 2002, il présente sa démission afin de se consacrer à la campagne pour l’élection présidentielle du 28 avril 2002 à laquelle il est candidat. Bien que membre de l’Alliance pour la démocratie au Mali-Parti africain pour la solidarité et la justice (Adéma-PASJ), il se présente comme candidat indépendant alors que son parti a investi Soumaïla Cissé. Il arrive en 9e position avec 31 359 voix soit 2,01 %. Pour le second tour, il appelle à voter pour Amadou Toumani Touré.

### Retour à Ecobank
Après son échec à l’élection présidentielle, Mandé Sidibé retrouve en 2003 son siège au conseil d’administration de Ecobank International. Le 23 juin 2006, il est nommé président du conseil d’administration,.
Mandé Sidibé est mort le 25 août 2009 à l’Hôpital américain de Paris à Neuilly-sur-Seine dans la banlieue de Paris, à la suite d’une attaque cardiovasculaire.
Il est le frère de Modibo Sidibé, nommé Premier ministre par Amadou Toumani Touré le 28 septembre 2007, et de Sy Oumou Louise Sidibé, ministre de la Santé en 1991.